# Challenger Ciudad de Guayaquil 2007
Il Challenger Ciudad de Guayaquil 2007 è stato un torneo di tennis facente parte della categoria ATP Challenger Series nell'ambito dell'ATP Challenger Series 2007. Il torneo si è giocato a Guayaquil in Ecuador dal 5 al 10 novembre 2007 su campi in terra rossa.

## Vincitori

### Singolare
Nicolás Lapentti ha battuto in finale  Daniel Gimeno Traver con il punteggio di 6–3, 6(6)–7, 7–5.

### Doppio
Brian Dabul /  Juan Pablo Guzmán hanno battuto in finale  Bart Beks /  Michael Quintero 7–6(5), 6–3.